# Aogashima (Tokio)

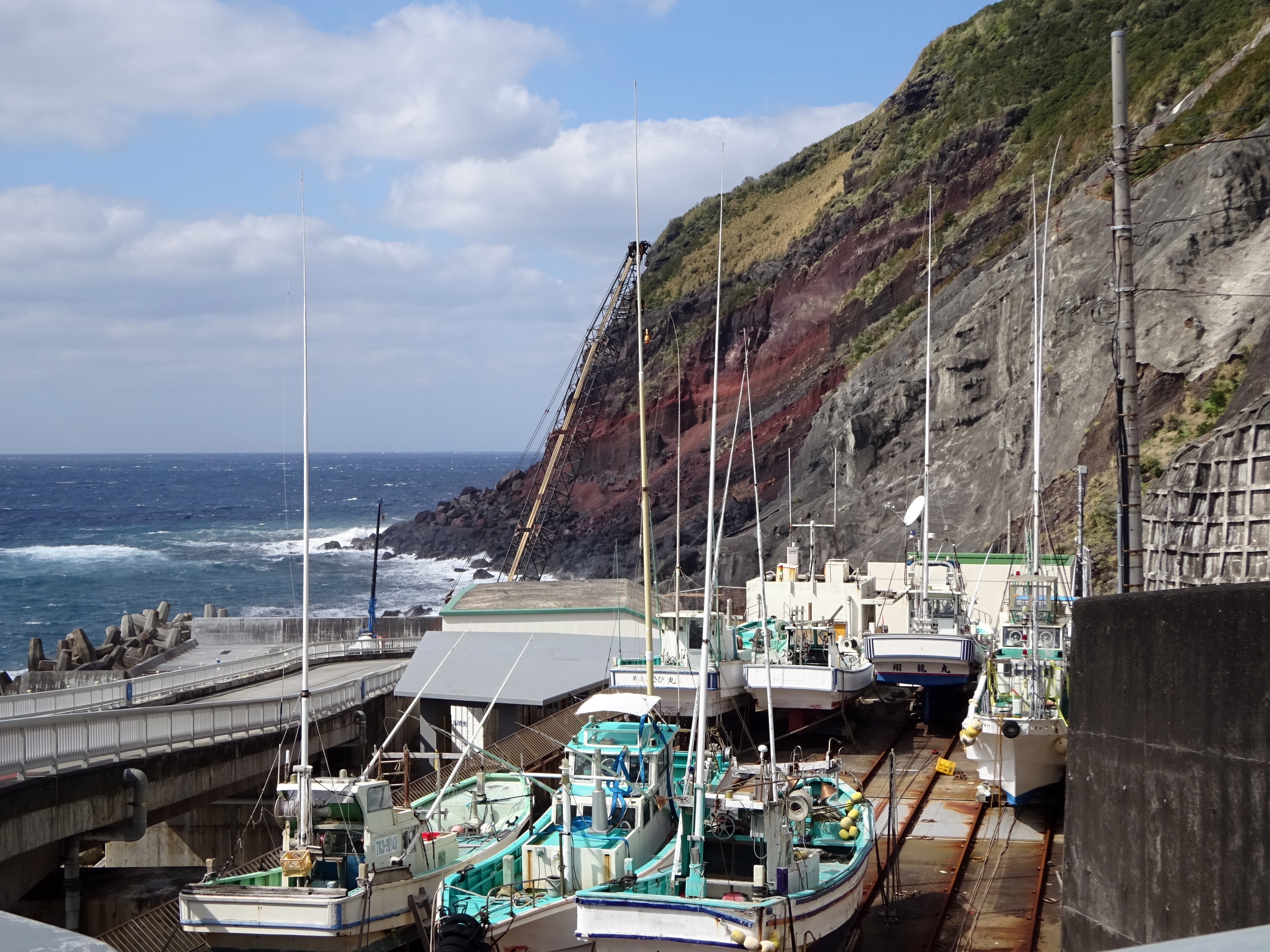
Puerto de Sampo

Aogashima (青ヶ島村 Aogashima-mura?) es una villa situada en la isla homónima, que depende de la prefectura de Tokio. Tiene una población estimada, a inicios de julio de 2024, de 160 habitantes.

## Geografía
Está ubicada a 358 km de Tokio y a 70 km de la isla de Hachijōjima.
La mayor parte de la villa está construida dentro de un volcán activo. La última erupción ocurrió en 1785 y como consecuencia murió la mitad de la población de la isla.